# Międzynarodowy Dzień Walki z Bezkarnością za Przestępstwa wobec Dziennikarzy

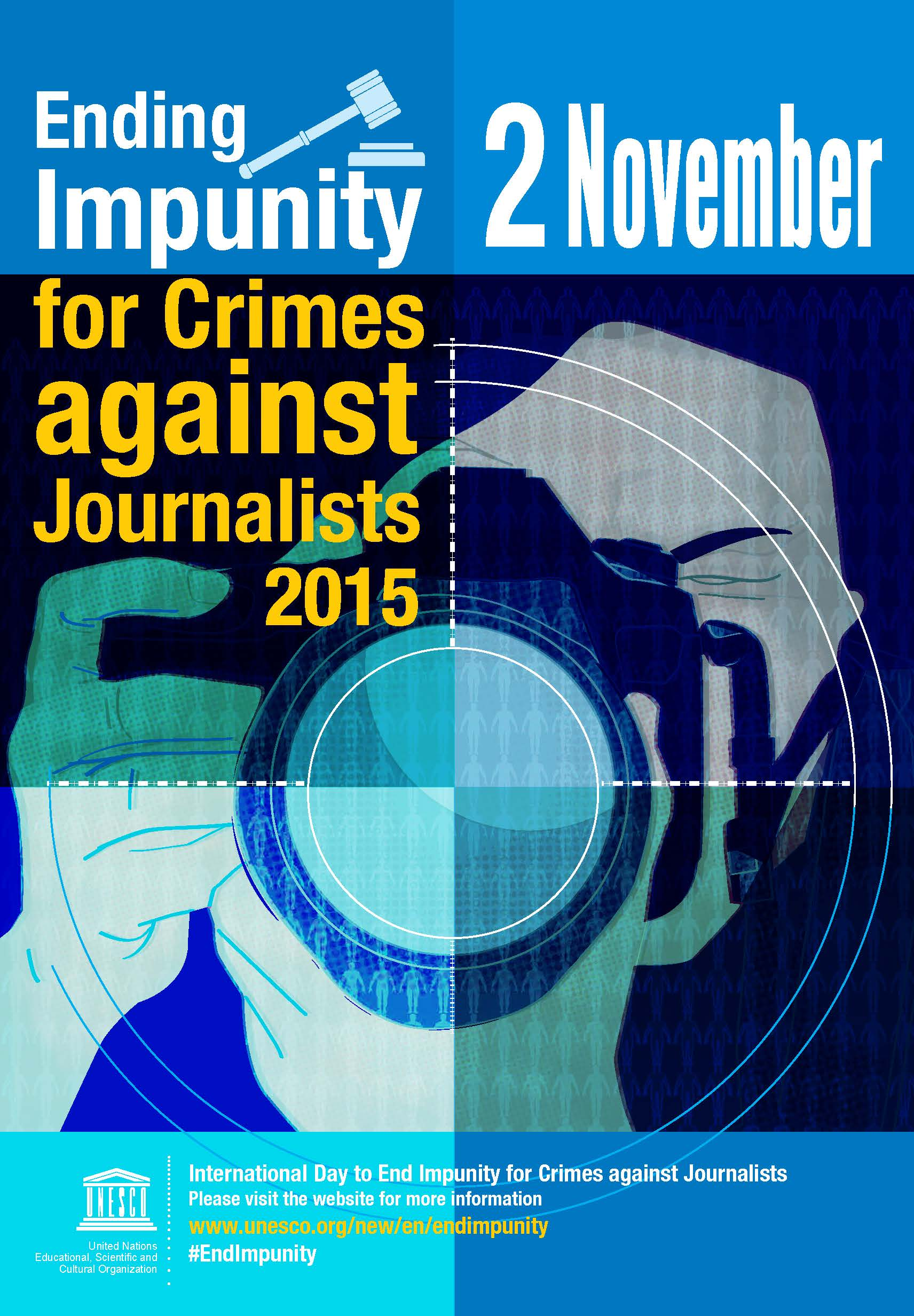
Plakat na Międzynarodowy Dzień Walki z Bezkarnością za Przestępstwa wobec Dziennikarzy

Międzynarodowy Dzień Walki z Bezkarnością za Przestępstwa wobec Dziennikarzy (ang: International Day to End Impunity for Crimes Against Journalists) to międzynarodowy dzień ONZ, obchodzony corocznie 2 listopada.
Celem tego dnia jest zwrócenie uwagi na wysoki poziom bezkarności za przestępstwa popełnione przeciwko dziennikarzom na całym świecie. Według obserwatorium UNESCO ds. zabitych dziennikarzy, w latach 2006–2024 ponad 1700 dziennikarzy zostało zabitych na świecie, a blisko 9 na 10 przypadków tych zabójstw pozostaje nierozwiązanych na drodze sądowej.
Dziennikarze odgrywają kluczową rolę w przekazywaniu faktów społeczeństwu, dlatego bezkarność za ataki na nich ma szczególnie szkodliwy wpływ, ograniczając świadomość publiczną i konstruktywną debatę.
2 listopada organizacje i osoby na całym świecie są zachęcane do nagłaśniania nierozwiązanych spraw w ich krajach oraz do apelowania do rządów i urzędników międzynarodowych o podjęcie działań i wymierzenie sprawiedliwości. UNESCO organizuje kampanię podnoszącą świadomość na temat ustaleń dwurocznego Raportu Dyrektora Generalnego UNESCO na temat Bezpieczeństwa Dziennikarzy i Problemu Bezkarności, który zawiera odpowiedzi państw na formalne prośby UNESCO o aktualizacje w sprawach zabójstw dziennikarzy i pracowników mediów. UNESCO oraz organizacje społeczeństwa obywatelskiego na całym świecie wykorzystują również 2 listopada jako datę rozpoczęcia innych raportów, wydarzeń i inicjatyw związanych z problemem bezkarności za przestępstwa przeciwko wolności słowa.

## Historia
International Freedom of Expression Exchange, globalna sieć organizacji obywateli broniących i promujących prawo do wolności wypowiedzi, ogłosiła w 2011 roku 23 listopada jako Międzynarodowy Dzień Walki z Bezkarnością. Data ta została wybrana w celu upamiętnienia masakry w Ampatuan z 2009 roku (znanej również jako masakra w Maguindanao), najkrwawszego ataku na dziennikarzy w najnowszej historii, w którym zamordowano 57 osób, w tym 32 dziennikarzy i pracowników mediów.
W grudniu 2013 roku, po intensywnym lobbowaniu członków IFEX i innych obrońców wolności wypowiedzi, 70. posiedzenie plenarne Zgromadzenia Ogólnego ONZ przyjęło rezolucję 68/163, ustanawiając 2 listopada Międzynarodowym Dniem Zakończenia Bezkarności za Przestępstwa przeciwko Dziennikarzom. Data Dnia ONZ upamiętnia śmierć Ghislaine Dupont i Claude'a Verlona, dwóch francuskich dziennikarzy zabitych podczas relacjonowania wydarzeń w Mali w 2013 roku.
IFEX koordynuje obecnie kampanię No Impunity Campaign, która przez cały rok działa na rzecz wszystkich osób padających ofiarą przemocy uniemożliwiającej im swobodne wyrażanie poglądów.
Od 2013 roku globalne obchody IDEI służą jako unikalna okazja do podnoszenia świadomości i promowania konstruktywnego dialogu między wszystkimi podmiotami zaangażowanymi w walkę z bezkarnością za przestępstwa przeciwko dziennikarzom i pracownikom mediów.

## Źródła
1. ↑  International Day to End Impunity for Crimes against Journalists 2024. [dostęp 2024-10-20]. (ang.).
2. ↑  Resolution adopted by the General Assembly on 18 December 2013. [dostęp 2024-10-09]. (ang.).
3. ↑  UNESCO’s bi-annual Director-General’s report
4. ↑  Resolution adopted by the General Assembly on 18 December 2013. [dostęp 2024-10-09]. (ang.).
5. ↑  No Impunity Campaign